# Amager
Amager sziget Dániában, az Øresund szorosban. Dánia fővárosa, Koppenhága részben Amager szigetén fekszik, amelyet számos híd köt össze Sjællanddal.
A második világháború alatt a nagy munkanélküliség miatt a város hatóságai nagyszabású akcióba kezdtek: a szigettől nyugatra nagy területet hódítottak el a tengertől, és a víz távoltartására gátakat emeltek, ezáltal másfélszeresére növelve Amager területét.

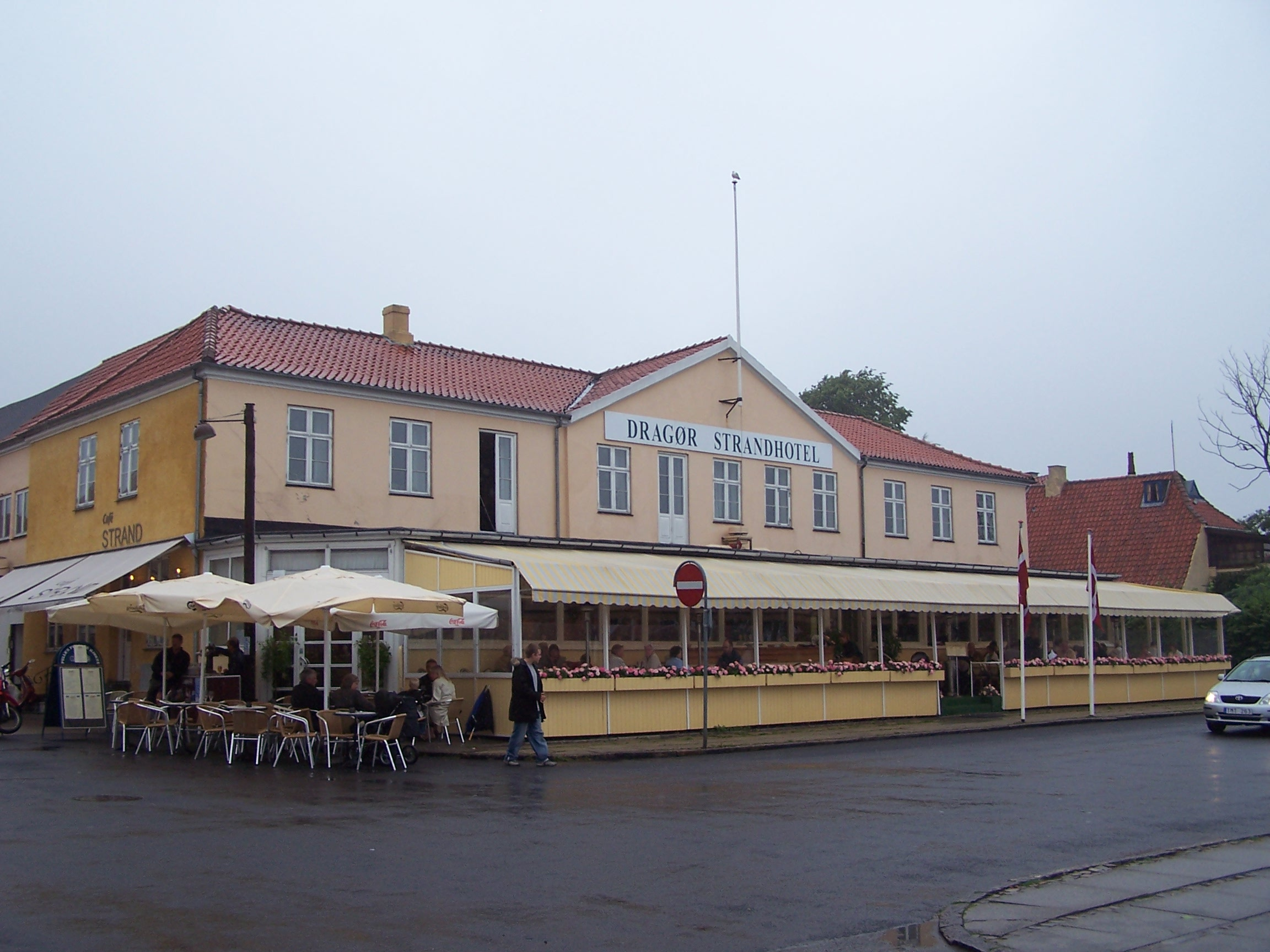
A Dragør Strand Hotel Amager történelmi városkájában, Dragørben

A tengertől elhódított terület Kalvebod Fælled néven ismert. Eredetileg katonai terület volt, de ma egy hatalmas építési terület, Ørestad található itt, amely Koppenhága belső részének egy kiterjesztése. Ez a terület helyet ad egy konferencia- és kiállítóközpontnak, valamint Skandinávia legnagyobb bevásárlóközpontjának is.
Kalvebod Fælled nagy része ugyanakkor természetes táj legelésző tehenekkel – a koppenhágaiak itt közel kerülhetnek a természethez anélkül, hogy messzire utaznának.
Amager – kedvező fekvésének és termékeny talajának köszönhetően – régóta lakott. Koppenhága a 19. század végén kezdett el átterjeszkedni a szigetre, és a beépített területeket 1902-ben csatolták a városhoz. A szigeten több más település is fekszik, például Dragør, Tårnby és Kastrup (közigazgatásilag Tårnby község része).
Az Øresund híd Amageren keresztül köti össze Dániát és Svédországot.
Amager keleti részén található a koppenhágai repülőtér.

## Híres emberek
- Itt született Anette Støvelbæk dán színésznő (1967. július 27. –)